# Jerusalem's Lot (Salem)
Jerusalem's Lot, plus connu sous le nom de Salem ou Salem's Lot, est une ville fictive faisant partie de la topographie créée par Stephen King. Elle compose, avec Derry et Castle Rock, une trinité de villes inventées par cet auteur et employées à maintes reprises dans son œuvre (toutes situées dans l'État du Maine).

## Origine et inspirations
Dans son essai Anatomie de l'Horreur (1981), Stephen King explique que Salem est largement inspirée de la ville de Durham, dans le Maine, lieu où il a passé une grande partie de son enfance. La maison Marsten de Salem était calquée sur une maison du même nom à Durham que King et ses amis avaient visitée enfants.

## Géographie fictive
D'après le roman Salem, Jerusalem's Lot se situerait dans le Maine, à l'est de Cumberland, dans le comté du même nom, et à trente kilomètres au Nord de Portland.
La ville est subdivisée en plusieurs quartiers dont le quadrant nord-ouest (appelé Jérusalem Nord) à travers lequel s'écoule la Royal River qui est enjambée par le pont de bois de Brock Street Bridge, à la sortie de la ville.

### Lieux notables
- Marsten House : très vieille bâtisse plantée sur une colline surnommée « la côte de Marsten House », lieu de refuge des vampires dans Salem et dont le premier propriétaire était un homme étrange nommé Hubert Marsten qui finit par assassiner sa femme avant de se suicider dans la maison.
- Le bar du Dell's, situé à l'entrée de la ville. En 1971, l'établissement a été incendié puis reconstruit.
- Les cimetières d'Harmony Hill et Schoolyard Hill.

## Histoire et mythe de Salem
Il y aurait 1 319 habitants à Jerusalem's Lot (et ce d'après le recensement de 1970), soit soixante-sept âmes de plus qu'au précédent recensement, celui de 1960.

### Histoire
La ville qui deviendrait Salem fut fondée en 1710 par un certain James Boon, chef d'un culte de puritains schismatique. Le culte est devenu célèbre dans la région pour son utilisation ouverte de la sorcellerie et pour ses pratiques sexuelles anormales et immorales, notamment la consanguinité.
Jerusalem's Lot devint en 1775 une ville incorporée mais fut abandonnée quelques décennies plus tard, en 1789, après la mystérieuse disparition de Boon et ses disciples. Cette disparition massive se produisit peu de temps après que Philip Boon, riche descendant de James Boon, ait obtenu un livre occulte appelé De Vermis Mysteriis (après quoi il disparut avec le village).
Lorsque Jerusalem's Lot fut incorporée en 1765, le Maine faisait toujours partie intégrante de la colonie de la baie du Massachusetts.
À une date inconnue, quelque temps après la disparition de Boon, les gens ont recommencé à habiter la petite ville.
Jerusalem's Lot comportait un représentant nommé Elias Jointner à la Chambre des représentants en 1896. Elias Jointner donna son nom à la rue principale de la petite ville, originellement appelée Portland Post Road, qui fut renommée Jointner Avenue.
En 1951, un grand incendie ravagea toute une partie de la ville.

### Mythe
La ville tire son nom d'un mythe à propos de l'un des premiers habitants des lieux, Charles Belknap Tanner, éleveur de porcs. L'un de ses cochons, qui s'appelait Jérusalem, s'échappa dans la forêt voisine puis devint agressif et sauvage. Tanner commença à avertir les jeunes enfants qui pénétraient par effraction sur sa propriété de se « tenir hors du terrain boisé de Jérusalem » (Jerusalem's Wood Lot en anglais) de peur que le cochon ne les dévore. Finalement, l'expression « Jerusalem's Lot » a été adoptée comme nom de la ville.
Comme indiqué dans le roman Salem, Jerusalem's Lot semble attirer un mal grand et mystérieux, en particulier celui des vampires.

### Histoire dansCastle Rock
Dans la saison 2 de Castle Rock, les villes de Jerusalem's Lot et Castle Rock sont présentées comme étant des bourgades voisines et fêtent ensemble leur 400 ans d'anniversaire.
Il est dit que la ville de Jerusalem's Lot s'appelait originellement la Nouvelle Jérusalem et qu'elle avait été fondée en 1619 par des colons français.
Selon le personnage de Reginald « Pop » Merrill (Le Molosse surgi du soleil), la ville a été fondée par des sorcières qui pratiquaient le satanisme. Mais le chef de ces colons français était en réalité une femme appelée Amity Lambert qui, après avoir eu une illumination près de Castle Lake, suivit la volonté d'une entité surnaturelle qu'ils appelèrent « l'Ange » (personnage du Kid, joué par Bill Skasgård). Après de nombreuses demandes, l'Ange leur ordonna finalement de tous se sacrifier pour leur permettre de revenir sur cette terre 400 ans après leur mort, soit en 2019.
Dans la série, la population de Jerusalem's Lot est en grande partie composée d'immigrants somaliens, et ce depuis 1993 (depuis la bataille de Mogadiscio). La ville possède son propre hôpital, le Deuxvilles Hospital, situé à mi-chemin entre Castle Rock et Jerusalem's Lot, ainsi qu'un centre commercial somalien,.

## Œuvres se déroulant à Jerusalem's Lot
- Salem (1975)
- Celui qui garde le ver (tiré du recueil Danse Macabre, 1978)
- Un dernier pour la route (tiré du recueil Danse Macabre, 1978)

## Œuvres faisant mention de Jerusalem's Lot
- Le Corps (roman court tiré du recueil Différentes Saisons, (1982)
- Dead Zone (1979)
- Dolores Claiborne (1992)
- Simetierre (1983)
- Doctor Sleep (2013)
- L'Institut (2019)

### Les trois derniers tomes du cycle de laTour Sombre
- Les Loups de la Calla (2003)
- Le Chant de Susannah (2004)
- La Tour Sombre (2004)

## Adaptations

### DansCastle Rock(2018 - 2019)
Jerusalem's Lot apparaît brièvement dans l'épisode 8 de la saison 1 de la série télévisée Castle Rock (sortie en 2018 sur Hulu et produite par Stephen King). En effet, dans une scène de l'épisode 8, on voit que le fils de Henry Deaver (personnage principal), Wendell, descend du bus qu'il a pris pour quitter Castle Rock et se retrouve à l'arrêt de Jerusalem's Lot.
Jerusalem's Lot et la Marsten House sont le cadre central de l'intrigue de toute la saison 2. Pour les prises de vue en extérieur de Jerusalem's Lot, la production a tourné dans la ville de Gardner, Massachusetts.

### Autres adaptations
- Une mini-série intitulée Les Vampires de Salem, adapté du roman Salem, a été réalisée en 1979. Elle connut une suite, Les Enfants de Salem, sortie en 1987.
- Une mini-série, intitulée Salem, a aussi été réalisée en 2004.
- Une autre série, intitulée Chapelwaite, est sortie en 2021. C'est une adaptation de la nouvelle Celui qui garde le ver.
- Le long métrage Salem de Gary Dauberman, prévu pour 2023.

## Utilisation par des tiers
Jerusalem's Lot est mentionnée par le rappeur Eminem dans sa chanson Lose Yourself (2002).